# NGC 3334
NGC 3334 est une vaste galaxie lenticulaire située dans la constellation du Petit Lion. Elle a été découverte par l'astronome germano-britannique William Herschel en 1787.

## Caractéristiques
Sa vitesse par rapport au fond diffus cosmologique est de 7 469 ± 19 km/s, ce qui correspond à une distance de Hubble de 110,2 ± 7,7 Mpc (∼359 millions d'al).
À ce jour, deux mesures non basées sur le décalage vers le rouge (redshift) donnent une distance de 116,500 ± 14,849 Mpc (∼380 millions d'al), ce qui est à l'intérieur des valeurs de la distance de Hubble.
NGC 3334 renferme des régions d'hydrogène ionisé.

## Paire de galaxies
Selon une étude réalisée par Abraham Mahtessian en 1988, NGC 3334 et NGC 3304 forment une paire de galaxies.